# Accident al Canal de Suez de 2021
El 23 de març de 2021 a les 07:40 (hora egípcia) l'Ever Given, un vaixell portacontenidors, va encallar al canal de Suez a Egipte, provocant l'obstrucció del canal de Suez. L'obstrucció va ser al sud del tram del canal l'únic punt que no es va bifurcar en dos el 2015, de manera que no hi havia manera que altres vaixells poguessin passar. El vaixell es va trobar en mig d'una tempesta de sorra i amb vents de fins a 40 nusos (74 km/h), desviant la seva trajectòria. El vaixell va encallar en una de les ribes del canal i es va quedar atrapat, obstruint completament el canal i impedint el pas de qualsevol vaixell. Finalment, el dia 29 a les 16:30 (hora egípcia) el vaixell va ser reflotat de nou i va poder seguir el seu camí cap al Port de Rotterdam.
Les operacions de rescat es van allargar més de sis dies i van generar una cua d'almenys 367 vaixells. Almenys 15 remolcadores, dragues i excavadores van haver de participar en les operacions per tal de desplaçar el vaixell i retirar tones de fang i aigua.

## Incident

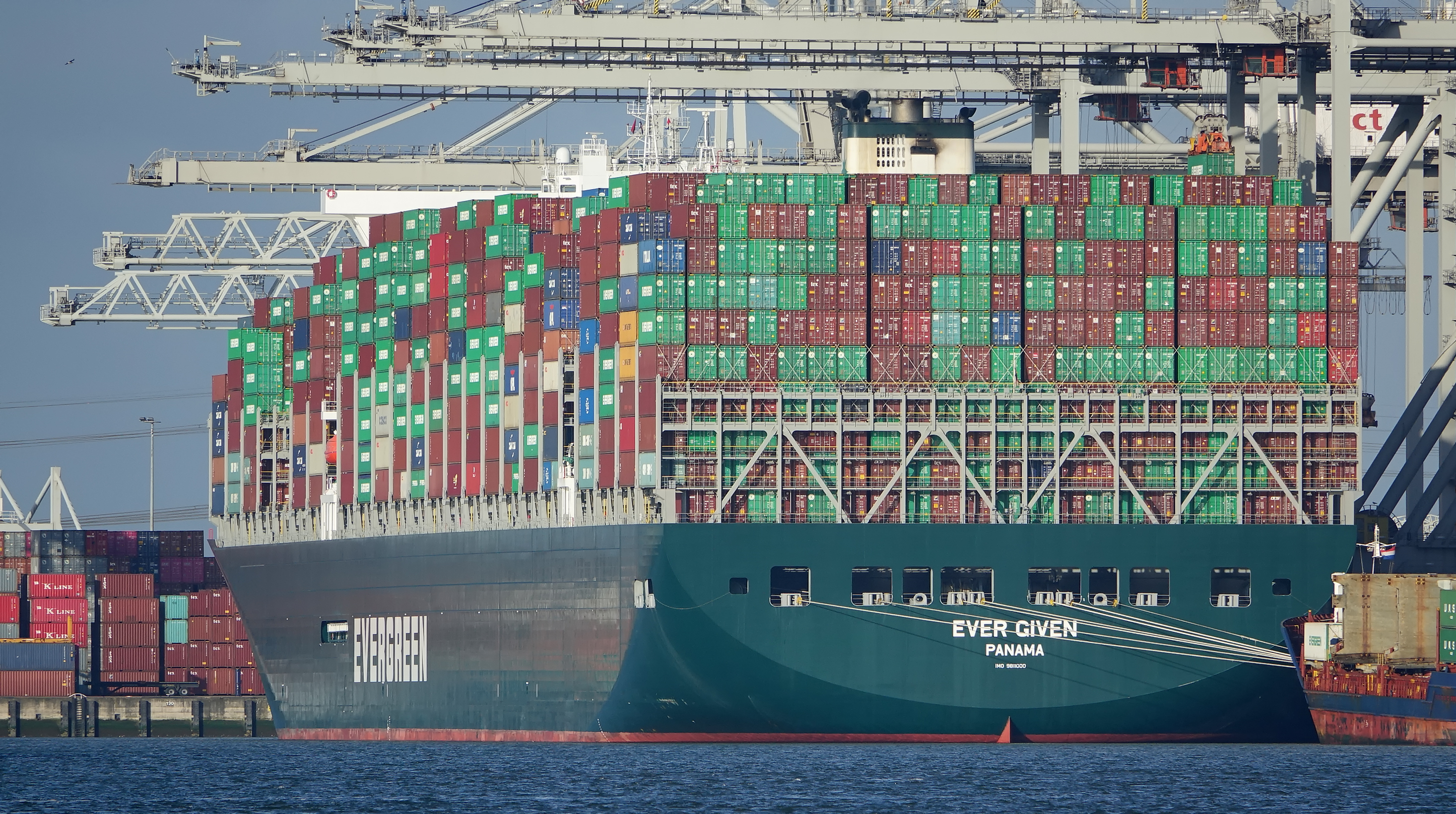
Ever Given al març de 2020

En el moment de l'incident, Ever Given viatjava des de Tanjung Pelepas, Malàisia, fins a Rotterdam (Països Baixos). Era el cinquè d'un comboi cap al nord, amb quinze vaixells darrere seu quan va encallar. Tots els tripulants eren de nacionalitat índia.
El 23 de març de 2021, a les 07:40 (hora egípcia), l'Ever Given viatjava pel canal de Suez quan es va trobar enmig d'una tempesta de sorra. El fort vent, que va arribar als 74 km/h (40 knots), va provocar la pèrdua de control del vaixell, provocant que el casc es desviés. L'Ever Given va encallar a 151km del Port Said i a 10 km des del port de Suez, impossibilitant el pas de qualsevol altre vaixell.
Més de 200 vaixells a banda i banda del canal van quedar a l'espera de solucionar l'incident, inclosos cinc vaixells portacontenidors de mida similar, 41 granelistes i 24 petrolers. Alguns van poder atracar a port o fondejar, mentre que molts van romandre al seu lloc.

## Resposta
Vuit remolcadors ajuden a intentar alliberar-lo. També es va utilitzar una excavadora per alliberar l'extrem frontal del vaixell de càrrega. Peter Berdowski, cap executiu de Royal Boskalis Westminster, va afirmar que l'operació "pot trigar de dies a setmanes".

El 25 de març, l'Autoritat del Canal de Suez (ACS) va suspendre la navegació pel canal fins que es pogués reflotar l'Ever Given.

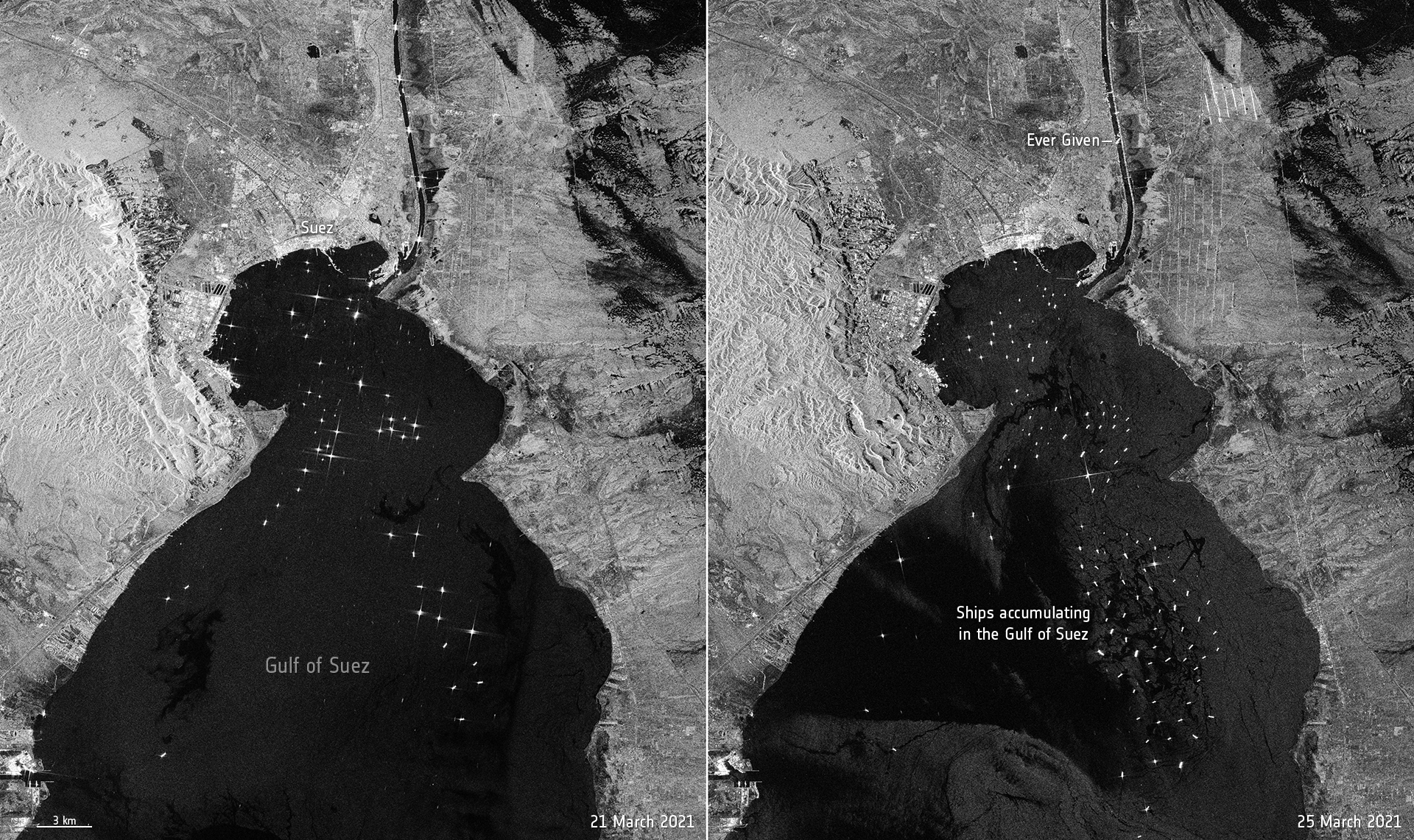
Vaixells en espera de poder passar pel Canal durant les operacions de reflotament.

El 27 de març un total de 248 vaixells feien cua esperant que s'aconseguís desencallar l'Ever Given. La gran quantitat de vaixells acumulats, podia suposar un problema a l'augmentar dràsticament la probabilitat d'accidents. Aquests dos fets i la falta de previsió de quan podria desencallar-se el vaixell, va forçar a les navieres a començar a canviar les rutes per evitar el canal, havent de rodejar Àfrica en la Ruta del Cap. Aquesta ruta, però, no només és més llarga si no que incorpora riscos addicionals com la pirateria: la Oficina Marítima Internacional va documentar el 2020 195 casos de pirateria, robatori a mà armada i segrest de tripulació. Segons, l'ACS 14 remolcadors treballaven en reflotar i desencallar el vaixell, que no havia patit danys estructurals.
El 28 de març, més de 300 vaixells esperaven als dos extrems i al mig del canal, amb molts més que s'acosten o han alterat els seus camins. El nou intent del dia 28 de desencallar l'Ever Given va fracassar de nou al llarg del dia, però la nit dels dies 28 a 29 es va aconseguir reflotar la popa del vaixell podent-lo allunyar 120 metres de la costa, tot i que la proa seguia enganxada. D'aquesta manera es va evitar el pitjor dels escenaris que preveia l'ACS: descarregar parcialment o total els contenidors del vaixell per disminuir el pes.
El 29 de març, 367 vaixells restaven a l'espera de poder passar, 35 dels quals petriolers. L'ACS començava a planejar que s'augmentaria la freqüència de pas dels 50 vaixells habituals diaris a 85 un cop s'alliberés per complert el canal. Segons l'ACS, fins a 10 remolcadores treballaven per desencallar l'Ever Given. Finalment, a les 16:30 (hora egípcia) el vaixell va ser reflotat i va poder seguir el seu trajecte.

## Conseqüències
A causa de la complexa estructura de la propietat dels vaixells portacontenidors, com demostra una demanda presentada contra els operadors japonesos de l'Ever Given, les qüestions jurídiques i els resultats de la investigació s'esperava que requeririen de cert temps. Les sol·licituds d'indemnització per part de l'ACS, per un import de mil milions de dòlars (alegant pèrdua d'ingressos i del cost de l'operació de salvament) van endarrerir el viatge del vaixell cap a Rotterdam. El cap de l'ACS, Osama Rabie, va assenyalar que el vaixell quedaria retingut fins que la investigació conclogués amb a un acord compensatori. De la mateixa manera, la tripulació va quedar retinguda fins a la resolució del conflicte.
Tot i que el propietari del vaixell va indicar que estava disposat a acceptar una indemnització, però no per si sola, acollint-se al dret d'avaria, un principi del dret marítim que estableix que "els propietaris de les càrregues a bord d'un vaixell haurien de contribuir al cost del rescat del vaixell en cas d'accident amb víctimes". [80] Els costos addicionals per als propietaris de la càrrega podrien ascendir a una suma significativa: l'última vegada que una empresa s'hi va acollir, després de l'incendi del Maersk Honam l'any 2018, es van fixar sumes que representaven el 54% del valor de la càrrega com a corresponsabilitat, suposant greus problemes per aquells enviament que no estiguessin assegurats.
El 13 d'abril, el jutjat d'Ismaïlia va confiscar el vaixell després d'una sol·licitud de l'ACS pendent del cobrament d'una reclamació de compensació de més de 900 milions de dòlars. Tanmateix, la tripulació del vaixell seguia retinguda.

## Impacte econòmic

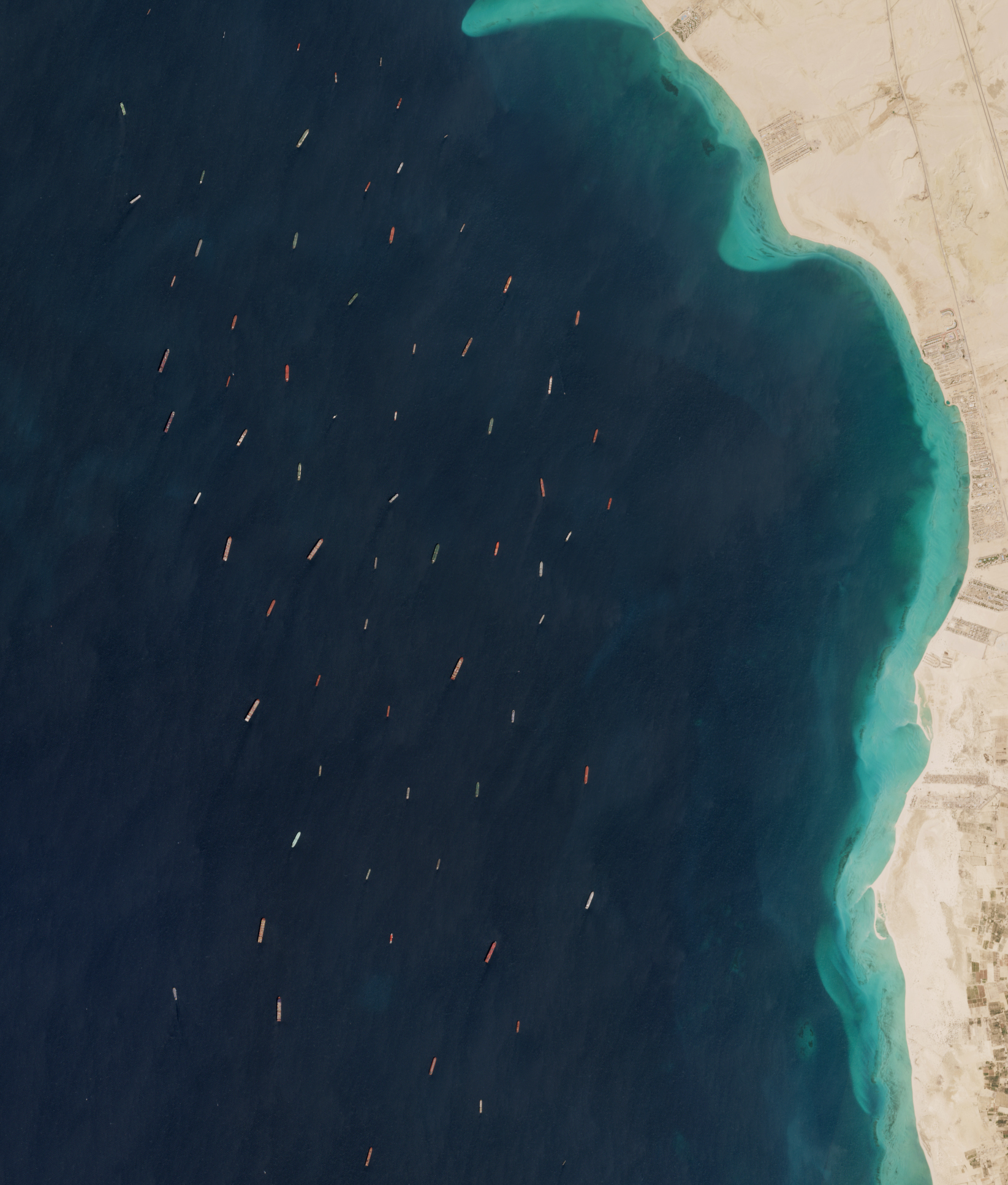
Imatge aèria dels vaixells fent cua per creuar el Canal.

Al voltant del 12% del comerç mundial total passa pel canal de Suez. Els experts han advertit que aquest incident probablement provocarà retards en l'enviament d'articles quotidians per a clients de tot el món. L'historiador marítim Sal Mercogliano va afirmar a Associated Press que "Cada dia que es tanca el canal ... els vaixells portacontenidors i els tancs no lliuren menjar, combustible i productes manufacturats a Europa i no s'exporten mercaderies des d'Europa cap a l'extrem orient".
Segons David Smith, director del despatx McGill and Partners, la suma de reclamacions que hi haurà per l'incident a la companyia i a les asseguradores, pot arribar als 100 milions de dòlars. Lloyd's List calcula que cada dia que passa té un cost estimat de 9.000 milions de dòlars en mercaderies.
Michael Lynch, president de Strategic Energy & Economic Research, va atribuir l'augment del preu del petroli a l'accident. Els experts van assenyalar que fins i tot una interrupció de pocs dies pot tenir efecte dominó durant diversos mesos al llarg de la cadena de subministrament.
La ruta alternativa per al trànsit marítim entre Àsia i Europa és al voltant del continent africà, un viatge d'uns 9.000 km i uns 10 dies.

### Impacte als ports catalans
Al Port de Barcelona un 74% de les exportacions i el 48% de les importacions tenen destí o origen a l'Àsia i utilitzen la ruta del Canal de Suez. Al Port de Tarragona, un 6% del transport té destí o origen a l'Àsia.